# Shamoji

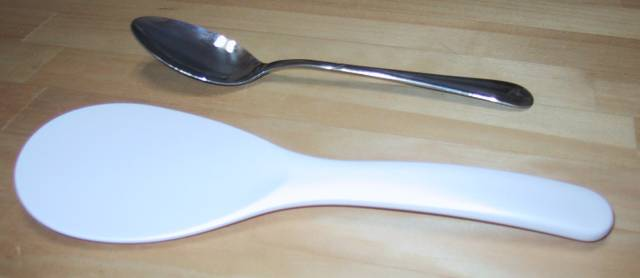
Comparación de un shamoji y una cuchara.

Un shamoji (しゃもじ?) es una paleta delgada usada en la cocina japonesa.

## Usos
Es usado para revolver y servir arroz, especialmente para mezclar vinagre en el arroz para producir sushi de arroz. Son usualmente baratos y hechos tradicionalmente de bambú, madera, laca, y hasta de plástico. El shamoji debe ser mojado en agua frecuentemente durante su uso para prevenir que el arroz se adhiera a él. Los shamoji más caros tienen una superficie no adhesiva. El metal es raramente usado, debido a que corta los granos de arroz o daña el tubo de madera usado tradicionalmente para mezclar.
Cuando se sirve con un shamoji, es importante servir de manera generosa, para que los granos de arroz no se aplasten.
Las arroceras modernas habitualmente incluyen un shamoji, que suele ser de plástico blanco.
Se dice que fue ideado por un monje en Itsukushima, una isla en la prefectura de Hiroshima.
Los shamoji son también utilizados para machacar vegetales como ajos o pepinos, de mismo modo que los cuchillos de carnicero son usados con este fin en la cocina occidental.
El shamoji ha sido un símbolo de unión entre la madre y la esposa en la sociedad japonesa. En el pasado, era heredado de una generación a la siguiente para simbolizar el traspaso de las responsabilidades familiares.